# Бандитизм
Бандити́зм — одно из наиболее опасных в уголовном праве преступлений. Уголовное законодательство различных государств не всегда предусматривает специальный состав преступления «бандитизм», однако в законодательствах многих стран есть близкие этому виду преступления составы (совершённые организованной группой разбой, вымогательство, различные виды насильственных действий и т. д.).

## История
Ба́нда (исп. banda, нем. Bande от лат. bandum) в средние века — отряд рыцарской и другой конницы, а иногда — незаконных формирований; бандой также назывался отряд ландскнехтов (занимающихся мародёрством) — группа лиц, занимающихся бандитизмом.
В России термин банда стал общеупотребительным со времён польского восстания 1863 года, так как польские повстанцы называли свои отряды «партиями» или «бандами». В смысле юридического термина слово банда, употребляемое некоторыми западными законодательствами, например, французским, соответствовало термину «шайка» в имперской России.
Борис Львин писал:

Оккупанты всегда называют партизан бандитами. Для немцев бандитами были и советские партизаны, и Армия Крайова, и УПА. При этом Армия Крайова и УПА оказались бандитами и для противостоящих немцам советских войск. Для белых бандитами были красные и зеленые повстанцы на белой территории. Для красных бандитами были белые и зеленые повстанцы на красной территории, а равно казаки, кронштадтцы, антоновцы ...
... И, как прекрасно известно любому историку, не бывает нерегулярных формирований, воюющих «по правилам», не имеющих на своем счёту каких-либо террористических акций, не нападающих на полицию и патрули из-за угла, не осуществляющих актов по запугиванию и уничтожению коллаборационистов и т. д.— Борис Львин: Еще раз о «марш-броске» и его сторонниках. Полемика с Модестом Колеровым

## Определение бандитизма в законодательстве

### СССР
Статья 77 Уголовного кодекса РСФСР 1960 года определяла бандитизм как «организацию вооружённых банд с целью нападения на предприятия, учреждения, организации либо на отдельных лиц, а равно участие в таких бандах и в совершаемых ими нападениях» с наказанием до смертной казни включительно.

## В уголовном праве СНГ
В уголовном праве государств СНГ под бандой понимается устойчивая вооружённая группа людей, тесно связанных между собой целями преступной деятельности и специально объединяющихся для совершения одного или нескольких нападений на государственные, общественные учреждения или предприятия либо на отдельных лиц.
О наличии бандитизма свидетельствует совокупность трёх признаков: 1) участие двух или более лиц; 2) вооружённость хотя бы одного и осведомлённость об этом всех членов банды; 3) сплочённость и организованность участников.
Банда может быть вооружена не только оружием, хранение и ношение которого запрещено законом, но и любым другим оружием, а также предметами, специально приспособленными для нападения и поражения людей (например, кастеты, кистени). Бандитизм считается оконченным преступлением с момента организации вооружённой банды, даже если эта банда и не произвела ни одного нападения, так как сам факт создания вооружённой банды представляет большую опасность. Уголовной ответственности подлежат лица, организовавшие вооружённую банду, а также лица, вступившие в такую банду. К ответственности за бандитизм привлекаются люди, достигшие 16 лет.

## В массовой культуре
- Банды (фильм) — фильм про Ореховскую ОПГ.
- Бандитский Петербург
- Улицы разбитых фонарей
- Убойная сила
- Бригада (телесериал)
- Бандиты (фильм, 1999)
- Банды Нью-Йорка (фильм) (Gangs of New York)
- Бандитки (фильм, 2006) (Bandidas)
- Бумер (фильм) и Бумер. Фильм второй.
- Брат (фильм, 1997)
- Брат 2 (фильм, 2000)